# Felix Raabe

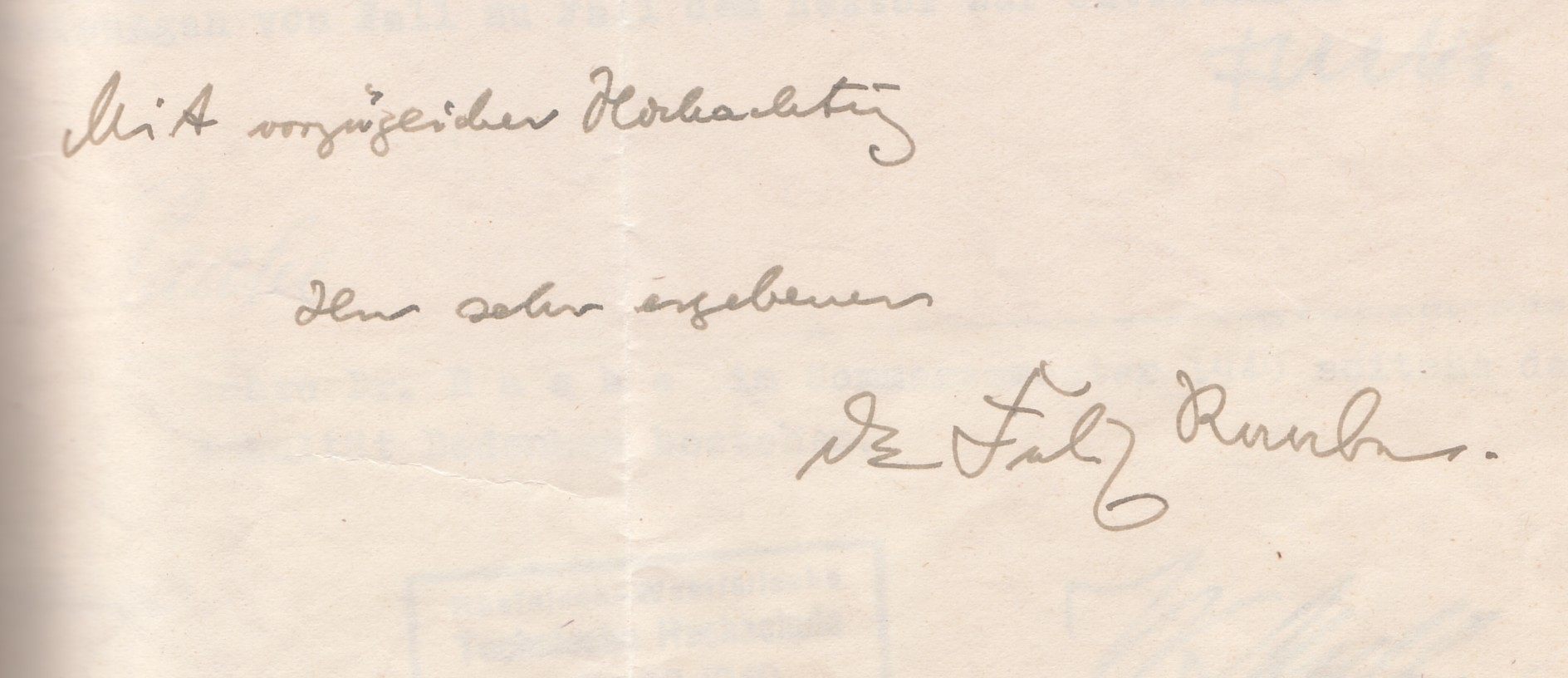
Unterschrift 1948

Felix Raabe (* 26. Juli 1900 in Amsterdam; † 9. März 1996 in Aachen) war ein deutscher Dirigent und Musikwissenschaftler.

## Leben und Wirken
Raabe war der Sohn des Aachener Generalmusikdirektors und NS-Musikfunktionärs Peter Raabe und Zdenka Raabe, geborene Korab. Er legte das Abitur 1919 am Wilhelm-Ernst-Gymnasium, dem heutigen Goethegymnasium, in Weimar ab. 1919/20 studierte er in Leipzig Musik (Theorie: Wittenbecher, Klavier: Weitzmann, Musikwissenschaft: Arnold Schering, Hermann Abert u. a.), um 1920 an die Musikhochschule München zu wechseln, wo er Theorie bei Geierhaas, Klavier bei Grundeis und Josef Pembaur sowie Musikwissenschaft bei Sandberger, Lorenz und anderen studierte. Die Promotion 1926 bei Adolf Sandberger galt den Instrumentalwerken von Baldassare Galuppi.
Von 1926 bis 1929 war Raabe Leiter der Städtischen Singakademie Frankfurt an der Oder. 1929/30 beschäftigten ihn wissenschaftliche Arbeiten, vor allem an der Staatsbibliothek zu Berlin und im Lisztmuseum Weimar. 1930/31 studierte er in Basel bei Felix Weingartner. 1931/33 wurde er Korrepetitor in Wuppertal, 1933/34 zweiter Kapellmeister am Stadttheater Hildesheim, 1934/35 erster Kapellmeister am Altmärkischen Landestheater Stendal. 1935 bis 1937 übte er wissenschaftliche und kompositorische Tätigkeiten aus. Als Gastdirigent wirkte er unter anderem in München, Bremen und Berlin.
Von 1937 bis 1944 war er Kapellmeister am Stadttheater Remscheid. 1944 wurde er dort Musikdirektor. Nach Wehrdienst und Gefangenschaft war er 1946 bis Oktober 1953 als Generalmusikdirektor am Theater Aachen tätig. In seiner Hand lagen auch die von ihm gegründeten pädagogischen Musikveranstaltungen für alle Schulen der Stadt.
Anders als sein Vater, mit dem er eng zusammenarbeitete, war Raabe kein Nationalsozialist. In der Entnazifizierung wurde er als entlastet eingestuft.
Das hohe Ansehen, das er in Aachen genoss, bewog 1948 die Fakultät für Allgemeine Wissenschaften an der RWTH Aachen, für ihn einen Lehrauftrag für Musiklehre zu beantragen. Die mit musikalischen Proben gewürzten Vorlesungen fanden großen Anklang. Mit seinem Wegzug nach München 1959 endete am 31. März 1960 diese Lehrtätigkeit. Raabe starb hochbetagt im Papst Johannes Stift in Aachen.
Das 1936 von ihm publizierte Buch Lebendige Musik, eine musikpädagogische Anleitung zum Musikhören, wurde viel gelesen.

## Werke
- Galuppi als Instrumentalkomponist. Fritz Müller, Frankfurt a. d. Oder 1929.
- Wahrhafftige Beschreibung etwelcher Stände, Berufe, Handwerke und Künste. In Reimen gesetzt von Hans Sachs. Mit Musik versetzt von Felix Raabe. Lienau, Berlin-Lichterfelde 1936.
- Lebendige Musik: 12 Briefe; Eine Anleitung zum Musikhören. Duncker, Weimar 1936.

## Archivalische Quellen
- Hochschularchiv der RWTH Aachen, Akte Nr. 2447 (Personalakte mit Lebenslauf)